# Conrado Rucker
Conrado Rucker war ein uruguayischer Politiker.
Rucker war für das Departamento Montevideo sowohl Abgeordneter als auch Senator im uruguayischen Parlament. Er saß zunächst als stellvertretender Abgeordneter in der 6. Legislaturperiode vom 6. März 1854 bis zum 15. Mai desselben Jahres in der Cámara de Representantes. Am 15. Februar 1868 nahm er dort während der 10. Legislaturperiode erneut für wenige Wochen einen Platz als gewählter Volksvertreter ein, den er bis zum 23. März besetzte. In diesem Jahr übernahm er auch das Amt des Zweiten Kammervizepräsidenten. 1875 war er vom 20. Januar bis zu seinem Rücktritt am 18. Dezember ein knappes Jahr als stellvertretender Parlamentarier im Senat tätig. Schließlich hatte er 1882 vom 15. Februar bis zum 9. Oktober erneut ein Mandat in der Abgeordnetenkammer inne und bekleidete im gleichen Jahr die Position des Kammerpräsidenten.